# بيضا (معان)

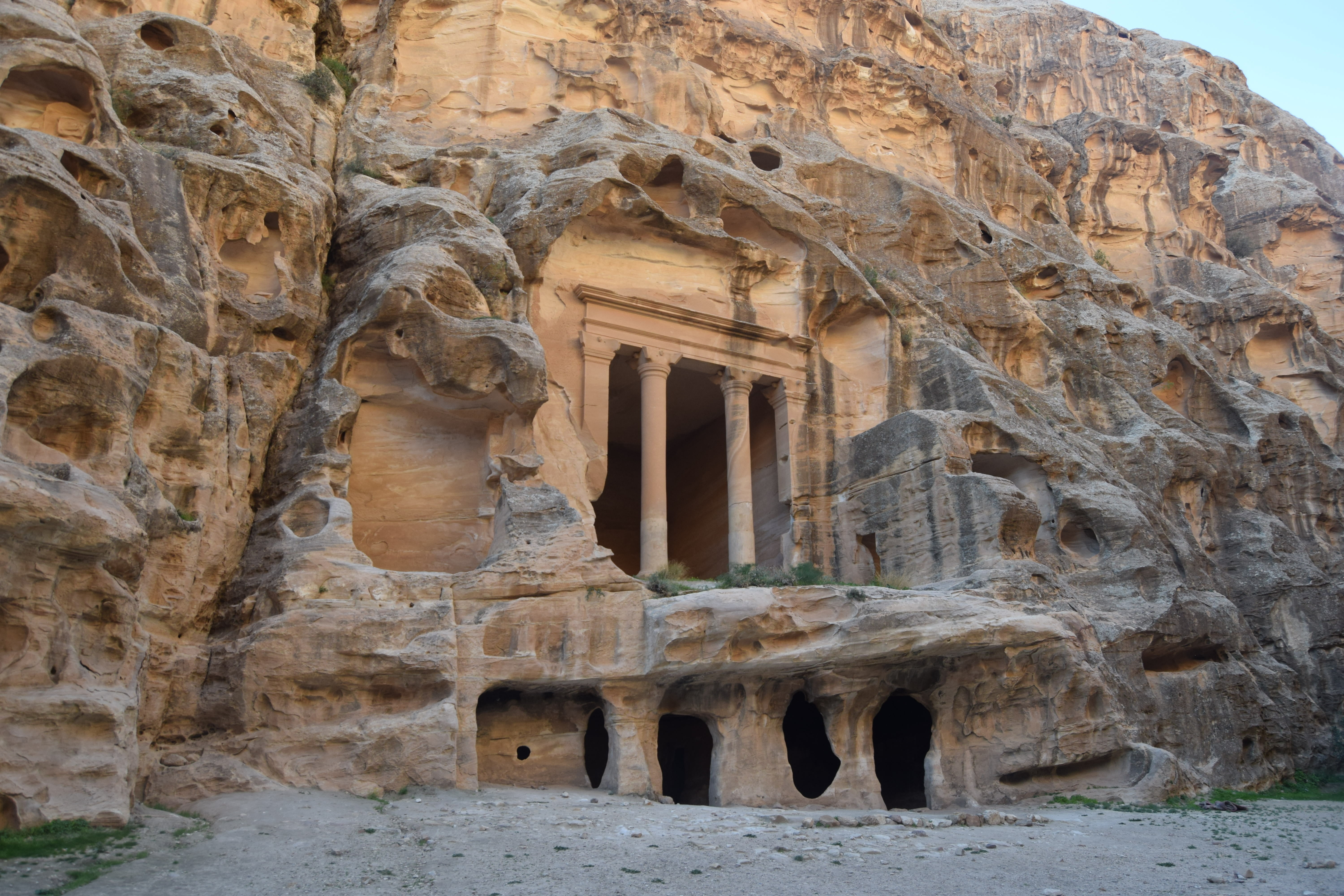
واجهة ضريح في البتراء الصغيرة

البيضا (أو البتراء الصغيرة) أحد المواقع الأثرية النبطية في محافظة معان وتقع على مسافة 10 كيلومتر إلى الشمال من مدينة البتراء الأثرية العربية النبطيّة. سُميت باسم البتراء الصغيرة لصغر الواجهات الحجرية المنحوتة فيها ولوجود سيق صغير يفضي إليها شبيهاً بالسيق الذي يُفضي إلى الخزنة في مدينة البتراء، ولصغر حجم السيق فهو يسمى أيضاً بالسيق البارد لعدم دخول أشعة الشمس إليه لضيقه.

## التاريخ والآثار
يصح الافتراض بأن الموقع يعود إلى بدايات استقرار العرب الأنباط في البتراء، وتشير الدراسات الاثرية إلى أن زخارف ونقوش الموقع تعود إلى القرن الأول الميلادي وهي الفترة التي تمثل نهاية دولة الانباط في عام 106 ميلادية على يد القائد الروماني تراجان.

تقع البيضا بمنطقة كانت منطقة زراعية بعصر الأنباط، وتوجد بها آثار لزراعة الكرمة ومعاصر للعنب لإنتاج النبيذ. تمتاز البتراء الصغيرة أيضاً بالمضافات الدينية التي كان يُقيم بها العرب الأنباط الاحتفالات الخاصة بالشراب بحضور ملوك لأنباط، ويوجد بإحدى القاعات ذات الجدران الملونة والمحفورة بالصخر رسومات على شكل عناقيد العنب ورسوم لطيور وأشكال اسطورية اخرى تمثل معتقدات العرب الأنباط بتلك الفترة.

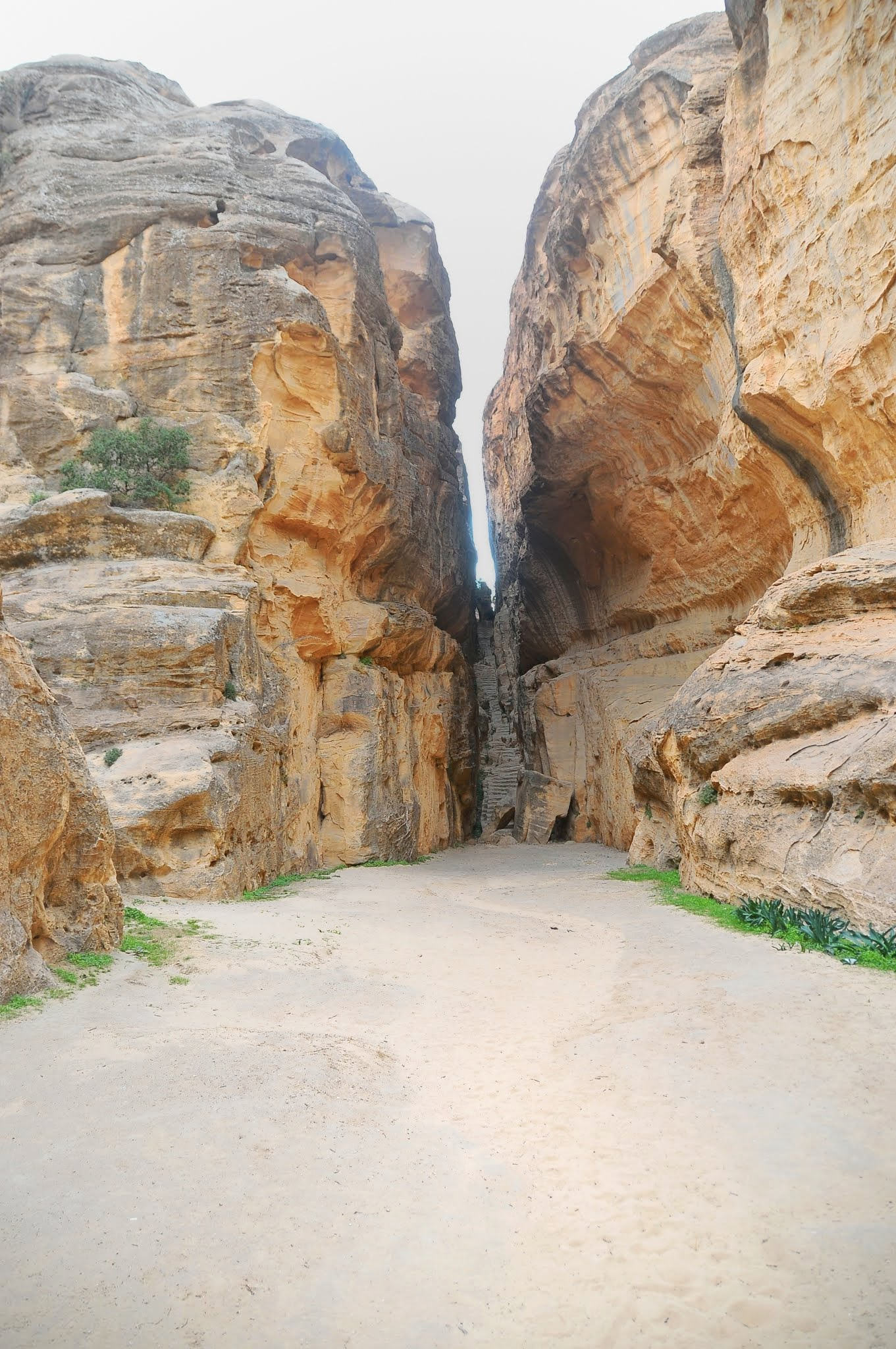
السيق البارد المؤدي إليها

بيضا (معان)
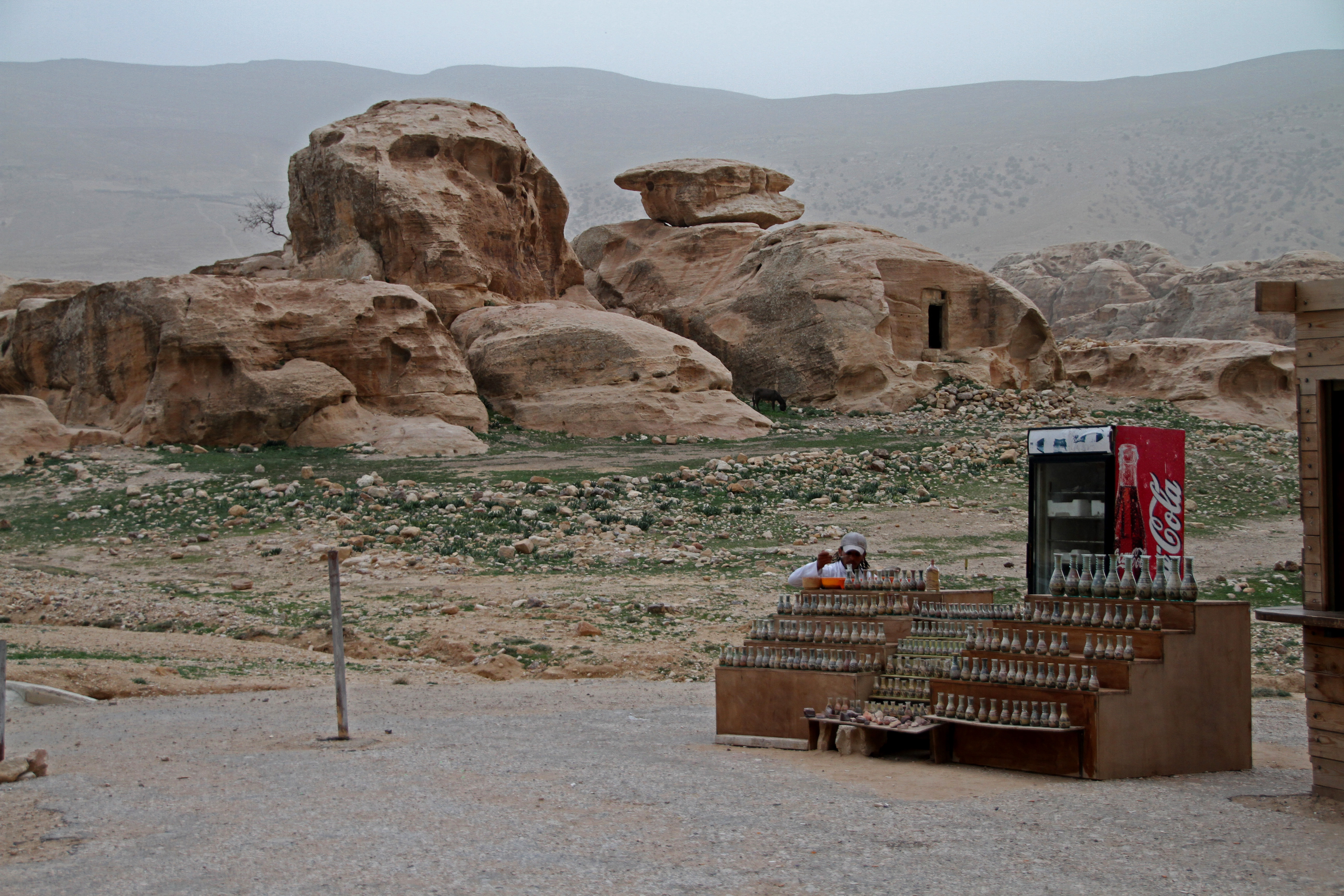
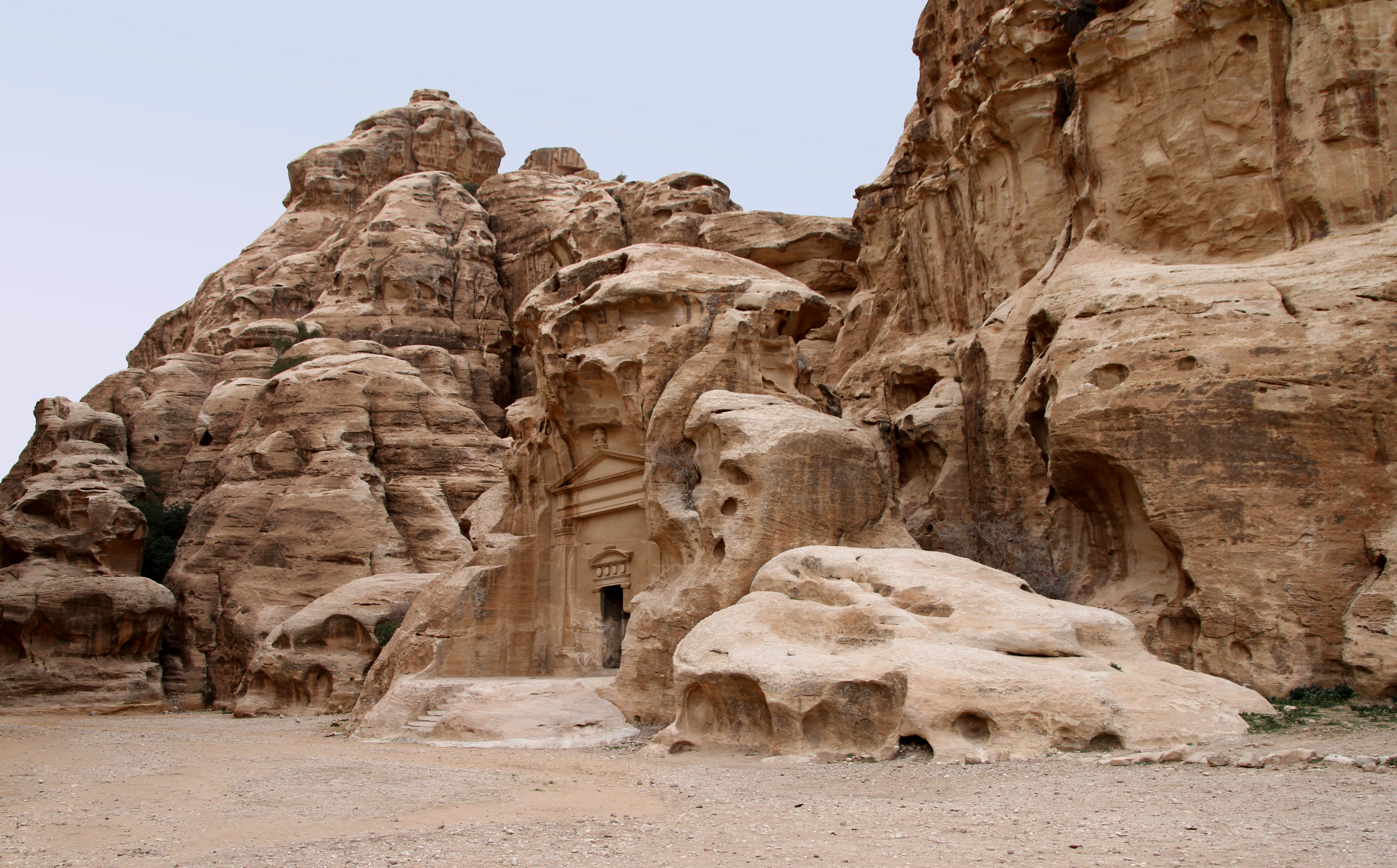
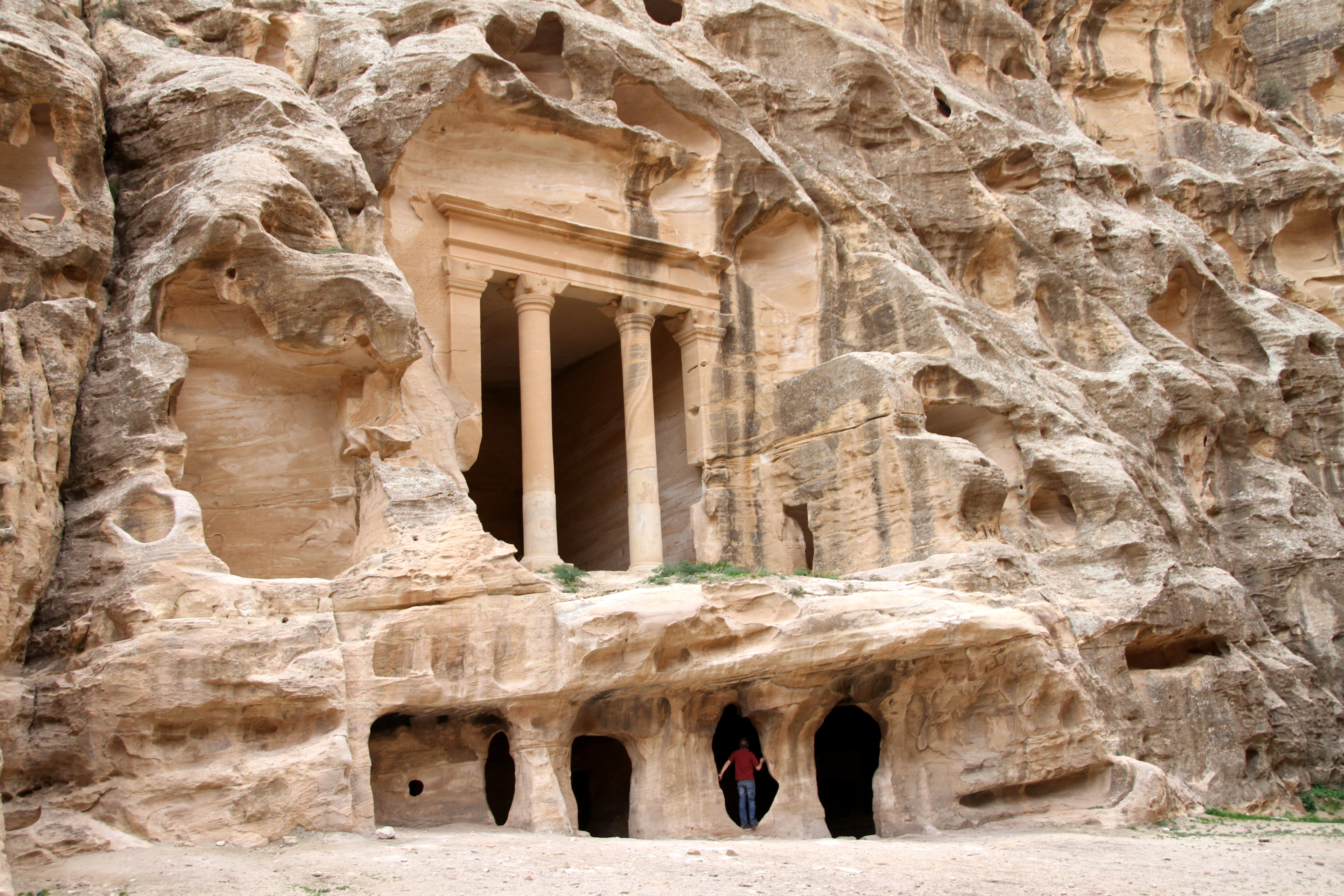
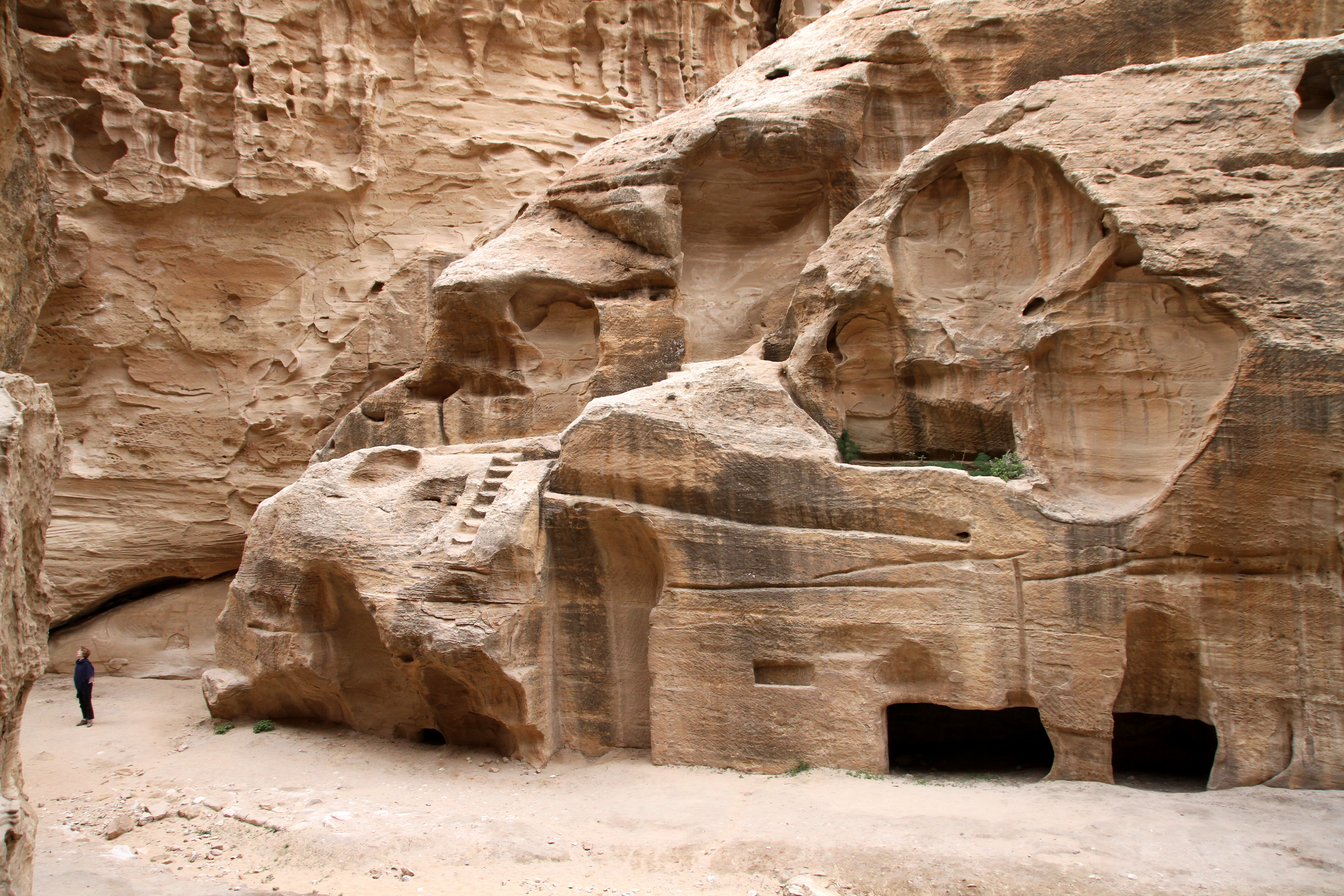
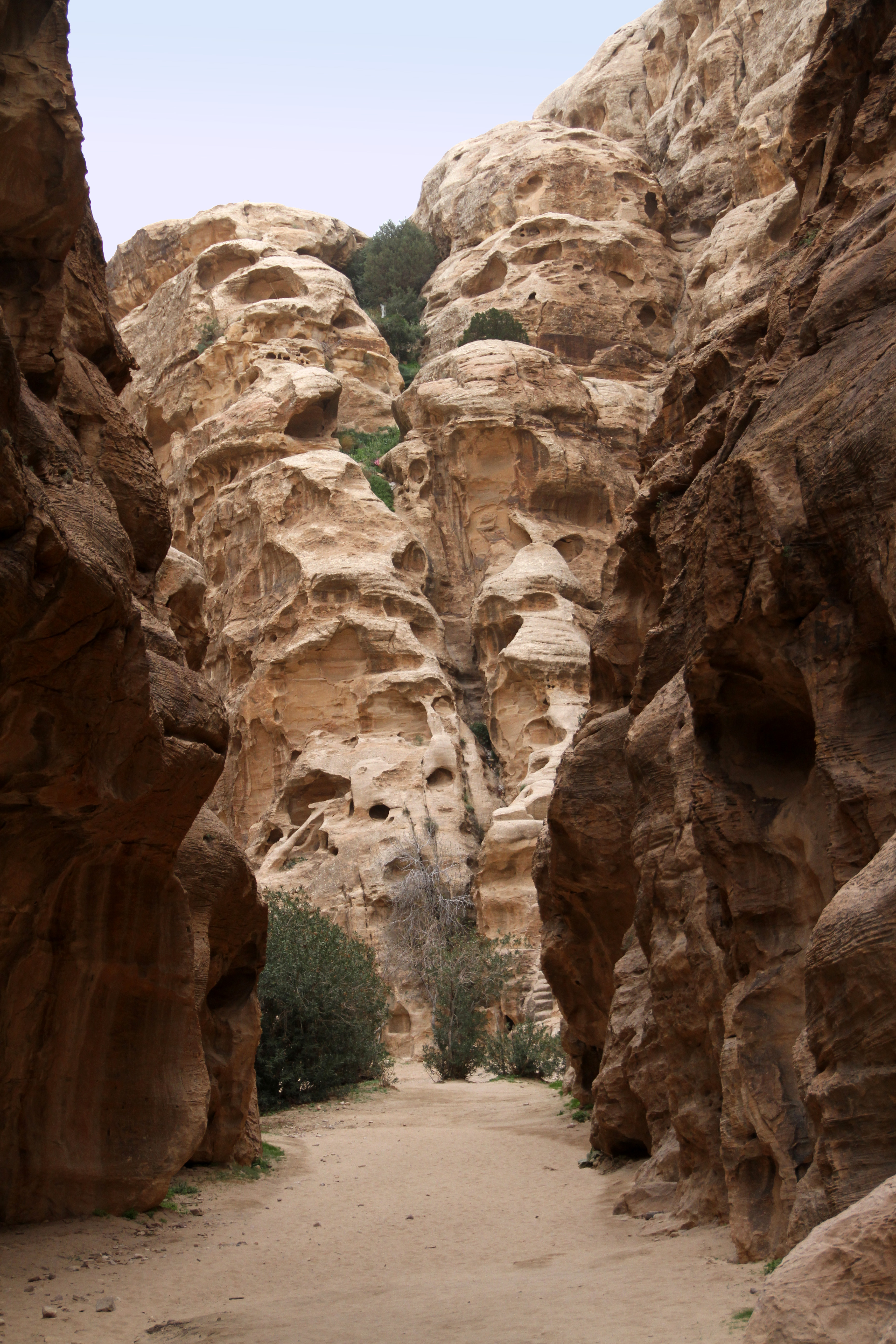
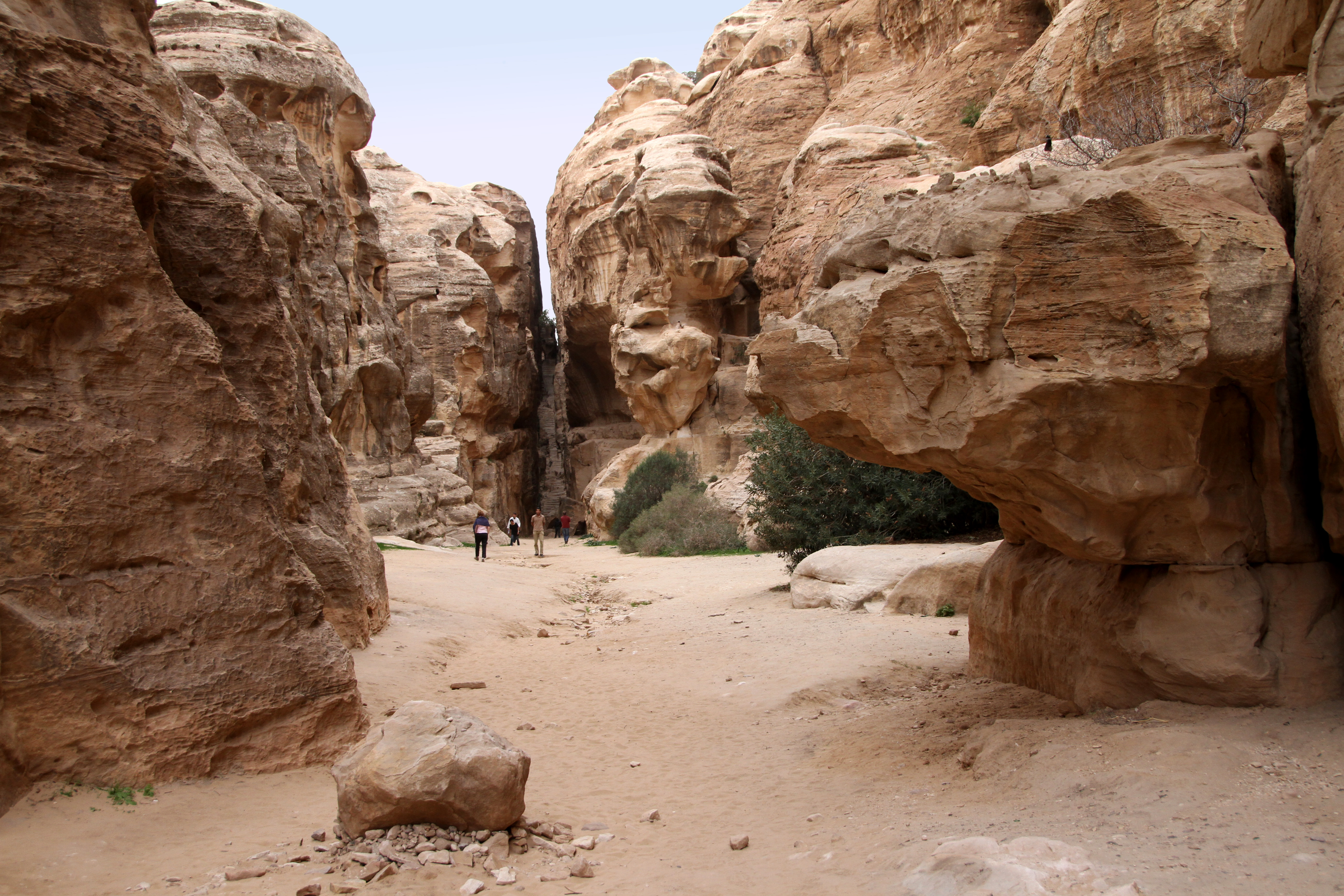